# Tau Andromedae
Tau Andromedae este o stea din constelația Andromeda.